# Bernhard Siegfried Albinus
Bernhard Siegfried Albinus (Francoforte sull'Oder, 1697 – Leida, 1770) è stato un medico tedesco.

## Biografia
Figlio di Bernhard Albinus, importante anatomista, fu professore di anatomia, chirurgia e medicina a Leida e divenne rettore dell'università. Presso l'Università di Leida ebbe come studente William Brownrigg, noto medico e studioso inglese.

## Attività scientifica
Si occupò per lo più di anatomia umana, a cominciare dallo studio dei muscoli.

## Opere
- Historia muscolorum hominis (1734)